# Nepiesta robusta
Nepiesta robusta är en stekelart som beskrevs av Otto Schmiedeknecht 1909. Nepiesta robusta ingår i släktet Nepiesta och familjen brokparasitsteklar. Inga underarter finns listade i Catalogue of Life.